# 約翰·韋恩 (作家)
約翰·韋恩，CBE（John Wain，1925年3月14日—1994年5月24日），英国詩人、小說家、評論家，因為他常在作品中抒發對當時英國社會制度和現象的不滿，因此和金斯利·艾米斯等人一起，被稱為「愤怒的青年」。